# Мар (округ)
Округ Мар (англ. Meagher County) располагается в штате Монтана (США). Официально образован 16 ноября 1867 года. По состоянию на 2010 год, численность населения составляла 1 891 человек. Окружной центр — город Уайт-Салфер-Спрингс.

## История
Получил своё название в честь губернатора Томаса Мигера.
Первым центром был город Дайамонд-Сити, который сейчас находится в соседнем округе Бродуотер.

## География
По данным Бюро переписи США, в 2010 году центр населённости Монтаны находился в этом округе с координатами 46°47′ с. ш. 111°18′ з. д..
Общая площадь округа равняется 2395 квадратных миль (6200 км2), из которых 2392 квадратные мили (6200 км2) — суша и 2,8 квадратной мили (7,3 км2) (0,1 %) — вода.

### Основныеавтомагистрали
- US 12
- US 89[англ.]

### Соседние округа
- Каскейд — север
- Джудит-Бейсин — северо-восток
- Уитленд — восток
- Суит-Грасс — юго-восток
- Парк — юг
- Галлатин — юг
- Бродуотер — запад
- Льюис-энд-Кларк — северо-запад

### Национальные леса
- Gallatin National Forest[англ.] (часть)
- Helena National Forest[англ.] (часть)
- Lewis and Clark National Forest[англ.] (часть)

## Население
По данным переписи населения 2010 года в округе проживает 1 891 жителей в составе 806 домашних хозяйств и 509 семей. Плотность населения составляет 0,31 человек на км2. На территории округа насчитывается 1 432 жилых строений, при плотности застройки около 0,23-го строения на км2.
Расовый состав населения: белые — 97,9 %, азиаты — 0,3 %, коренные американцы (индейцы) — 0,3 %, афроамериканцы — 0,1 %, представители других рас — 0,1 %, представители двух или более рас — 1,3 %. Испаноязычные составляют 1,5 % населения.
По происхождению:
- 38,6 % — немцы,
- 14,3 % — норвежцы,
- 13,6 % — ирландцы,
- 11,0 % — англичане,
- 5,9 % — шотландцы,
- 3,2 % — американцы.

В составе 20,80 % из общего числа домашних хозяйств проживают дети в возрасте до 18 лет, 54,60 % домашних хозяйств представляют собой супружеские пары, проживающие вместе, 6,20 % представляют собой одиноких женщин без супруга, 36,80 % домашних хозяйств не имеют отношения к семьям, 33,30 % домашних хозяйств состоят из одного человека. Средний размер домашнего хозяйства составляет 2,13 человека, и средний размер семьи 2,67 человека. Средний возраст — 50,1 лет.
Средний доход на домохозяйство в округе составлял 31 577 USD, на семью — 40 057 USD. Среднестатистический заработок мужчины был 30 556 USD против 16 414 USD для женщины. Доход на душу населения составлял 17 318 USD. Около 14,10 % семей и 19,00 % общего населения находились ниже черты бедности, в том числе — 21,70 % молодёжи (тех, кому ещё не исполнилось 18 лет) и 13,00 % тех, кому было уже больше 65 лет.